# NGC 6821
NGC 6821 في الفهرس العام الجديد، هي مجرة، تقع في كوكبة العقاب. اكتشفت في 8 أغسطس 1863 بواسطة ألبرت مارث.

## روابط خارجية
- NGC 6821 على موقع ويكي سكاي: DSS2, SDSS, GALEX, IRAS, Hydrogen α, X-Ray, Astrophoto, Sky Map, Articles and images